# Барміссен
Барміссен (нім. Barmissen) — громада в Німеччині, розташована в землі Шлезвіг-Гольштейн. Входить до складу району Плен. Складова частина об'єднання громад Прец-Ланд.
Площа — 5,15 км2. Населення становить 153 ос. (станом на 31 грудня 2020).